# کارل آزبورن
کارل آزبورن (به انگلیسی: Carl Osburn) ورزشکار مرد رشتهٔ ورزش تیراندازی اهل کشور ایالات متحده آمریکا است. وی در بین سال‌های ‎۱۹۱۲ تا ۱۹۲۴ میلادی در مسابقات بازی‌های المپیک تابستانی در مجموع ۱۱ مدال، شامل ۵ مدال طلا ، ۴ نقره و ۲ برنز را کسب کرد.